# Przepona miednicy

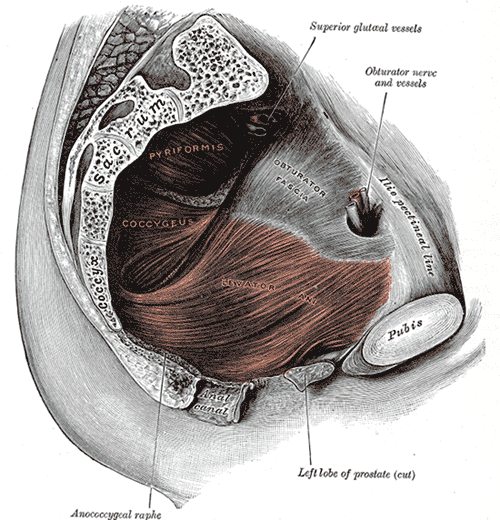
Przepona miednicy

Przepona miednicy (łac. diaphragma pelvis) – w anatomii człowieka warstwa mięśniowa zamykająca wraz z przeponą moczowo-płciową  i pozostałymi tkankami miękkimi dna miednicy dolny otwór miednicy. Składają się na nią mięsień dźwigacz odbytu (tworzony przez dwie części: mięsień łonowo-guziczny i mięsień biodrowo-guziczny) i mięsień guziczny.
Przepona miednicy ma lejkowaty kształt i zamyka całe wyjście miednicy z wyjątkiem rozworu odbytowego, przez który przechodzi odbytnica objęta włóknami mięśnia zwieracza zewnętrznego odbytu, a także niewielką przednią przestrzenią pomiędzy brzegami mięśnia dźwigacza odbytu – wrotami dźwigacza, przez które przechodzi przewód moczowo-płciowy (cewka moczowa, a u kobiet także pochwa).
Mięśnie stanowiące przeponę miednicy unerwione są przez gałązki nerwowe ze splotu krzyżowego S3–S4.
Funkcją przepony miednicy jest stabilizowanie środka ścięgnistego krocza, pomoc w funkcjonowaniu zwieraczy pochwy i odbytu, a także podtrzymywanie narządów leżących wewnątrzotrzewnowo.